# Moselle Open 2017
Il Moselle Open 2017 è stato un torneo di tennis giocato sul cemento indoor. È stata la 15ª edizione del torneo facente parte della categoria ATP Tour 250 nell'ambito dell'ATP World Tour 2017. Si è giocato all'Arènes de Metz di Metz, in Francia, dal 18 al 24 settembre 2017.

## Partecipanti

### Teste di serie
| Nazionalità | Giocatore           | Ranking | Testa di serie* |
| ----------- | ------------------- | ------- | --------------- |
| Spagna      | Pablo Carreño Busta | 10      | 1               |
| Belgio      | David Goffin        | 12      | 2               |
| Francia     | Lucas Pouille       | 22      | 3               |
| Lussemburgo | Gilles Müller       | 23      | 4               |
| Germania    | Miša Zverev         | 27      | 5               |
| Francia     | Richard Gasquet     | 30      | 6               |
| Francia     | Benoît Paire        | 41      | 7               |
| Francia     | Gilles Simon        | 43      | 8               |

* Ranking all'11 settembre 2017.

### Altri partecipanti
I seguenti giocatori hanno ricevuto una wild card per il tabellone principale:
- Dustin Brown
- Nicolas Mahut
- Paul-Henri Mathieu

I seguenti giocatori sono passati dalle qualificazioni:

- Simone Bolelli
- Peter Gojowczyk
- Vincent Millot
- Stefanos Tsitsipas

I seguenti giocatori sono entrati in tabellone come lucky loser:
- Yannick Maden
- Kenny de Schepper

## Campioni

### Singolare
Peter Gojowczyk ha sconfitto in finale  Benoît Paire con il punteggio di 7-5, 6-2.
- È il primo titolo in carriera per Gojowczyk.

### Doppio
Julien Benneteau /  Édouard Roger-Vasselin hanno sconfitto in finale  Wesley Koolhof /  Artem Sitak con il punteggio di 7-5, 6-3.